# Spilosoma jordani
Spilosoma jordani là một loài bướm đêm thuộc phân họ Arctiinae, họ Erebidae.